# Tueurs
Tueurs è un film del 2017 diretto da François Troukens e Jean-François Hensgens.
La pellicola, una coproduzione tra Belgio e Francia, è stata presentata in anteprima alla 74ª Mostra internazionale d'arte cinematografica di Venezia.

## Riconoscimenti
- 2019 – Premio Magritte[1]
  - Migliore attrice a Lubna Azabal
  - Candidato a miglior film
  - Candidato a miglior regista a François Troukens e Jean-François Hensgens
  - Candidato a migliore attore a Olivier Gourmet
  - Candidato a migliore attore non protagonista a Bouli Lanners
  - Candidato a migliore promessa femminile a Bérénice Baoo
  - Candidato a migliore opera prima a François Troukens e Jean-François Hensgens
  - Candidato a miglior sonoro
  - Candidato a migliore fotografia a Jean-François Hensgens